# كارين كاستيبلانكو
كارين كاستيبلانكو (بالإسبانية: Karen Castiblanco)‏ مواليد 9 يناير 1988 في كولومبيا، هي لاعبة كرة مضرب كولومبية. أعلى تصنيف لها في الفردي كان المركز الـ 411 في سنة 2011. أعلى تصنيف لها في الزوجي كان المركز الـ 218 في سنة 2012.

## النهائيات

### الفردي 4 (1-3)
| الحصيلة | الرقم | التاريخ        | الدورة           | الأرضية | المنافس في النهائي | النتيجة     |
| الوصافة | 1.    | 19 أكتوبر 2008 | ليما، بيرو       | ترابية  | بيانكا بوتو        | 1-6 3-6     |
| الفوز   | 2.    | 19 يوليو 2010  | لاباز، بوليفيا   | ترابية  | دانييلا سيغيل      | 6-4 6-3     |
| الوصافة | 3.    | 25 أكتوبر 2010 | بوغوتا، كولومبيا | ترابية  | أدريانا بيريز      | 1-6 6-1 1-6 |
| الوصافة | 4.    | 6 نوفمبر 2011  | بوغوتا، كولومبيا | ترابية  | يوليانا ليزارازو   | 6-4 5-7 4-6 |

## الميداليات
| الميدالية | المسابقة                    |
| --------- | --------------------------- |
| فضية      | دورة الألعاب الأمريكية 2007 |

## روابط خارجية
- كارين كاستيبلانكو على موقع رابطة محترفات التنس (الإنجليزية)
- كارين كاستيبلانكو على موقع الاتحاد الدولي لكرة المضرب (الإنجليزية)
- كارين كاستيبلانكو على موقع كأس بيلي جين كينغ (الإنجليزية)
- كارين كاستيبلانكو على موقع خلاصة التنس.كوم (الإنجليزية)
- كارين كاستيبلانكو على موقع إي إس بي إن.كوم (الإنجليزية)